# 斯捷利马赫
斯捷利马赫（羅馬化：Stel'makh）是乌克兰语姓氏，源自德语单词Stellmach(er)，含义为车匠
- 阿纳托利·斯捷利马赫，乌克兰临时被占领土重返社会部代理部长
- 弗拉基米尔·斯捷利马赫，乌克兰国家银行行长